# Qiaojia
Qiaojia léase Chiáo-Chiá (en chino:巧家县, pinyin:Qiǎojiā xiàn, lit: familia Qiao) es un condado bajo la administración directa de la ciudad-prefectura de Zhaotong. Se ubica al noreste de la provincia de Yunnan, sur de la República Popular China. Su área es de 1082 km² y su población total para 2010 fue +200 mil habitantes.

## Administración
El condado Qiaojia se divide en 19 pueblos que se administran en 1 poblado y 18 villas. 